# Bucculatrix solidaginiella
Bucculatrix solidaginiella är en fjärilsart som beskrevs av Braun 1963. Bucculatrix solidaginiella ingår i släktet Bucculatrix och familjen kronmalar. Inga underarter finns listade i Catalogue of Life.